# Rima San Giuseppe
Rima San Giuseppe je italská obec v provincii Vercelli v oblasti Piemont. Skládá se ze dvou dříve samostatných vesnic – Rima (s kostelem sv. Jana Křtitele) a San Giuseppe (s kostelem sv. Josefa).
K 31. prosinci 2011 zde žilo 69 obyvatel.

## Sousední obce
Alagna Valsesia, Boccioleto, Carcoforo, Macugnaga (VB), Mollia, Rimasco, Riva Valdobbia